# 望月武
望月 武（もちづき たけし、1968年 - 2015年5月14日）は、日本の脚本家、小説家。静岡県富士市出身。

## 経歴
富士ニュース営業部に入社。27歳の時に退社し上京しシナリオ専門学校へ。アルバイトで運送会社のトラック運転手を務め1998年に脚本家としてデビュー。
2015年5月14日午前1時8分、急性心筋梗塞の為静岡県富士市の病院で死去。46歳没。

## 代表作

### テレビドラマ
- 「フレンチポテトカップ」（よみうりテレビ、1999年3月15日）
- 「タスクフォース」
- 「女と愛とミステリー」
  - 「なんでも屋大蔵の事件簿2」
- 「テネシーワルツ」

### テレビアニメ
- 「名探偵コナン」（よみうりテレビ / トムス・エンタテインメント）
  - 第158話 「沈黙の環状線」（1999年8月23日）
  - 第169話 「ビーナスのキッス」（1999年11月22日）
  - 第210話 「五彩伝説の水御殿（前編）」（2000年10月23日）
  - 第211話 「五彩伝説の水御殿（後編）」（2000年10月30日）
  - 第214話 「レトロルームの謎事件」（2000年11月20日）
- 「モンスターファーム」（中部日本放送 / 電通 / トムス・エンタテインメント）
  - 第24話 「ウンディーネの湖」（1999年10月2日）
  - 第28話 「森の仕掛け屋コロペンドラ」（1999年10月30日）
  - 第41話 「ライガー最後の日」（2000年2月5日）
- 「モンスターファーム 〜伝説への道〜」（中部日本放送 / 電通 / トムス・エンタテインメント）
  - 第8話 「海に消えた円盤石」（2000年5月27日）
  - 第14話 「海賊船を取り返せ!」（2000年7月8日）
  - 第19話 「目指せ一流シェフ!」（2000年8月12日）
  - 第20話 「ビーナスとの戦い」（2000年8月19日）
- 「花田少年史」（日本テレビ / バップ / マッドハウス）
  - 第5話 「ちんちんジジイ」（2002年10月30日）
  - 第13話 「13年目の相棒」（2002年12月25日）
  - 第14話 「天の邪鬼」（2003年1月8日）
  - 第18話 「約束」（2003年2月5日）
  - 第19話 「走れメロン」（2003年2月12日）
- 「無人惑星サヴァイヴ」（NHK / NHKエンタープライズ / マッドハウス / テレコム・アニメーションフィルム）
  - 第6話 「僕らはゲームをしてるんじゃない」（2003年11月27日）
  - 第7話 「まだ歩き始めたばかり」（2003年12月4日）
  - 第10話 「家をつくろう」（2003年12月25日）
  - 第13話 「ひとりじゃない」（2004年1月22日）
  - 第16話 「僕だって帰りたいんだ」（2004年2月12日）
  - 第20話 「ア・ダ・ム」（2004年3月11日）
  - 第25話 「未来のために」（2004年4月15日）
- 「週刊ストーリーランド」

### 映画
- 「アイノカラダ」
- 「エクスドライバー the Movie」

### Vシネマ
- 「仁義」
- 「練鑑ブラザーズ ゲッタマネー!」

### 舞台
- 「夏草～夜明けを待ちながら」（原作・共同脚本）

### 小説
- 「ピノキオの腕」

## 受賞
- 1998年　- 読売テレビシナリオ大賞
- 1999年　- 日本シナリオ作家協会新人シナリオコンクール
- 2009年　- 第28回横溝正史ミステリ大賞テレビ東京賞